# Antoniotto Adorno de Pallavicino
Antoniotto Adorno de Pallavicino (Silvano d'Orba 28 de juny de 1585-Castelletto d'Orba 20 de novembre de 1632) fou fill de Girolamo Adorno de Pallavicino. Va succeir al pare i fou el segon marquès de Pallavicino, Borgo, Busalla, Borgo Fornari i Pietra, segon comte de Silvano d'Orba Superior i Inferior i Castelletto d'Orba, comte palatí del Sacre Romà Imperi, baró de Caprarica, senyor de Cantalupo, Prato i Montessoro, i consenyor de Frassinello i Casorzo que li foren transferits pel pare l'11 de setembre de 1632 però només va exercir dos mesos. El va succeir el seu germà Barnaba Cesare Adorno de Pallavicino.